# Manikganj (zila)
Manikganj (en bengalí: মানিকগঞ্জ) es un zila o distrito de Bangladés que forma parte de la división de Daca.
Comprende 7 upazilas en una superficie territorial de 1.394 km² : Manikganj, Singair, Shivalaya, Saturia, Harirampur, Ghior y Daulatpur.
La capital es la ciudad de Manikganj.

## Upazilas con población en marzo de 2011[2]
- Daulatpur 167,026
- Ghior 146,292
- Harirampur 139,318
- Manikganj Sadar 309,413
- Saturia 171,494
- Shibalaya 171,873
- Singair 287,451

## Demografía
Según estimación 2010 contaba con una población total de 1.450.794 habitantes.